# بيونيرسكي
بيونيرسكي (بالروسية: Пионерский) هي إحدى مدن روسيا في الكيان الفدرالي الروسي كالينينغراد أوبلاست.